# Vega (segelfartyg)
Skonaren Vega är ett svenskt segelfartyg, som byggdes 1909 på Vikens varv i Viken som ett fraktskepp. 
Hon går numera som ett passagerarskepp på sommaren. 
Vega har ett kravellbyggt jaktskrov av Marstaltyp och riggades som tremastskonare. Vega var Skärhamns sista träfraktfarrtyg, när hon slutade fraktfart 1966.
Vega premiärseglades efter en renovering 1993–2008 i Gamleby sommaren 2008.
Hon är k-märkt.

## Galleri

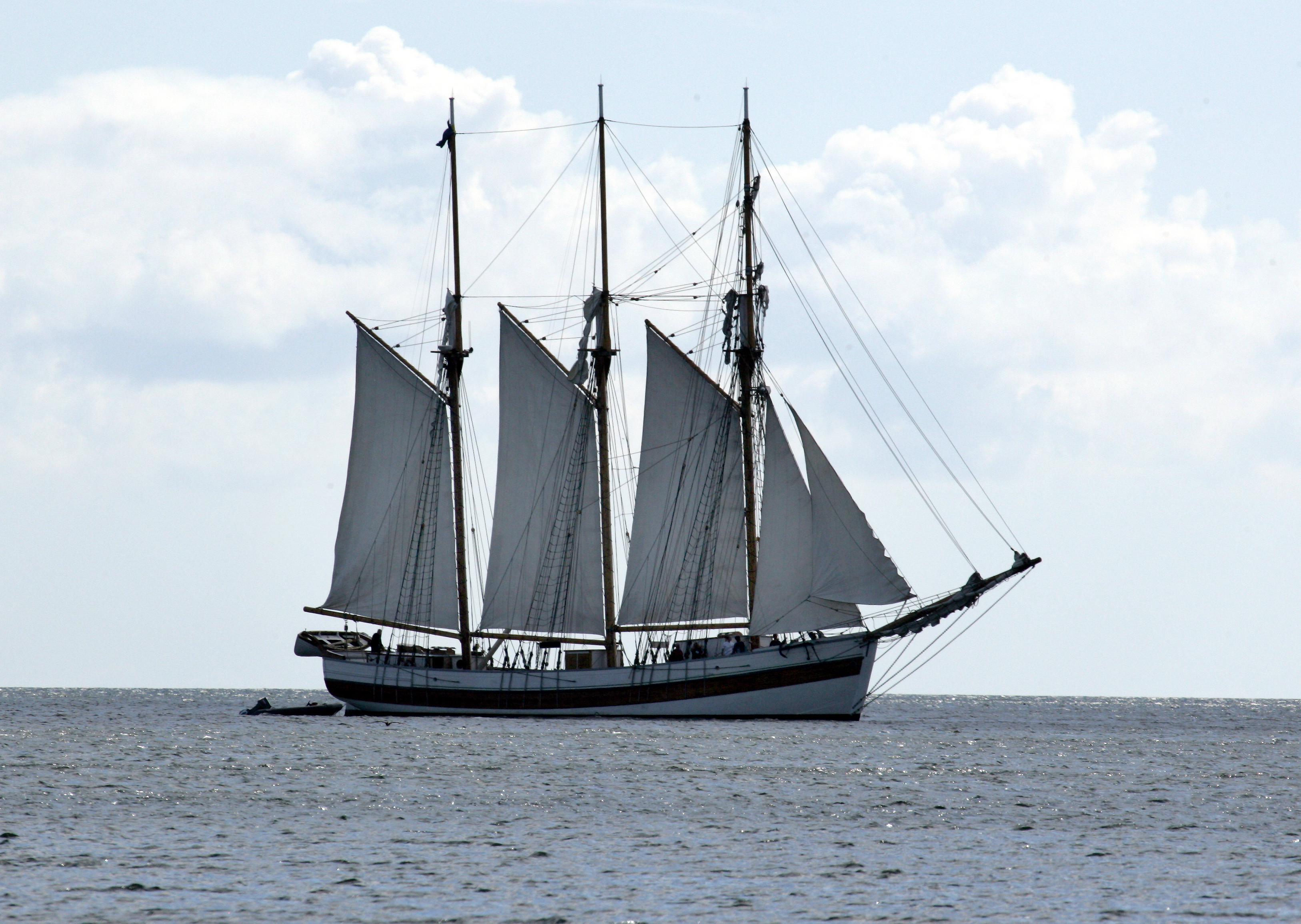
Skonaren Vega.
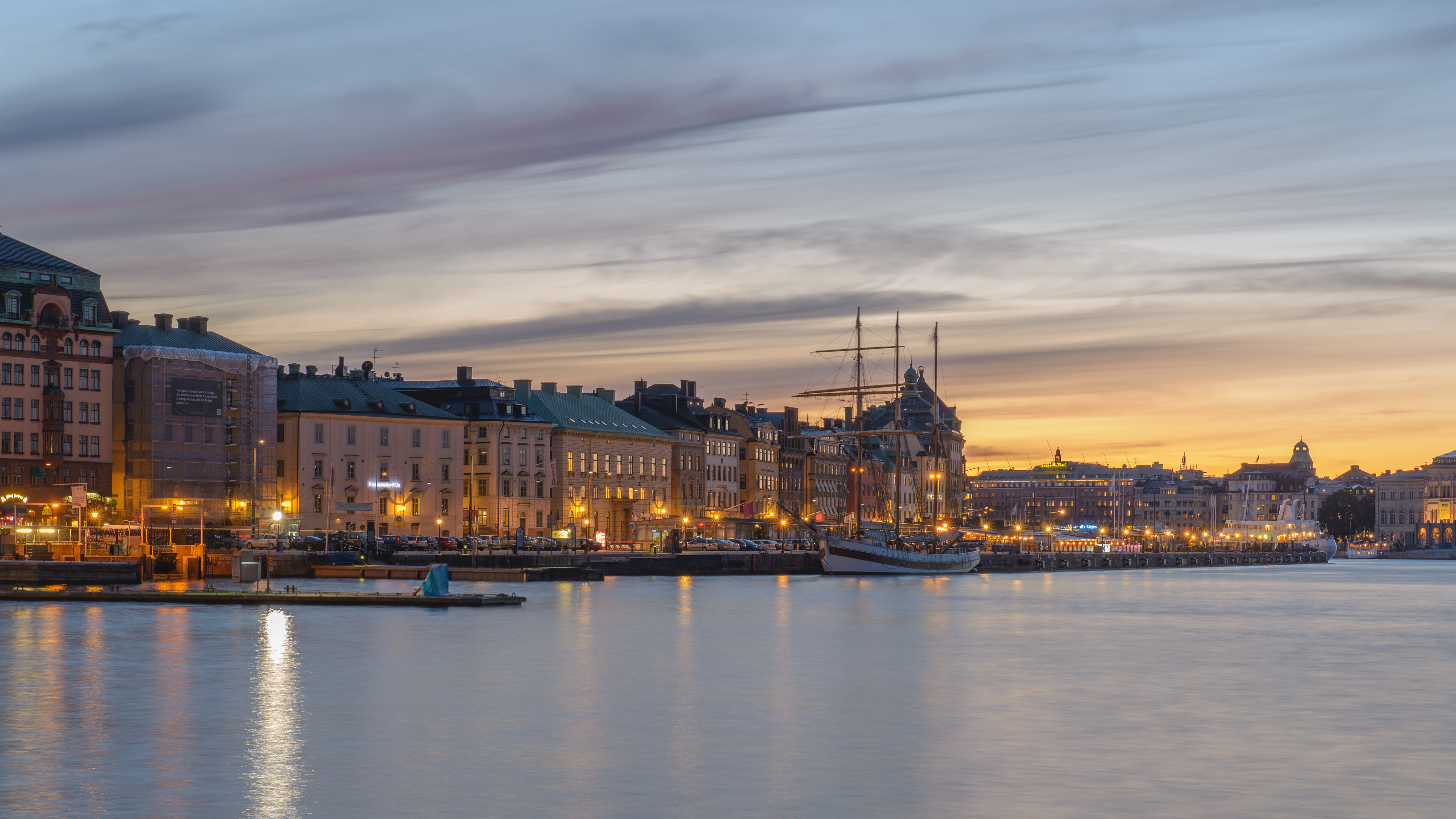
Vega i Stockholm 2013.